# 帖伍菲克·艾森奇

帖伍菲克·艾森奇（土耳其語：Tevfik Esenç，1904年3月17日－1992年10月7日）是最後一位母語為烏比克語（Ubykh language）的使用者。烏比克語是一種西北高加索語言，因其複雜的音系而聞名。埃森奇的逝世標誌著這種語言的滅絕。

## 早年生活
帖伍菲克·艾森奇出生於鄂圖曼帝國（現今的土耳其）的一個烏比克族家庭，他的父母是高加索戰爭後移民到土耳其的難民。他在家中學習烏比克語，並在學校學習土耳其語。

在伊斯坦堡的公務員部門任職之前，艾森奇曾在Haciosman的一個村莊擔任過村長。在那裡，他能夠與法國語言學家喬治·杜梅齊爾及其同事喬治·查拉奇澤進行大量合作，幫助記錄他的語言。

## 語言保護

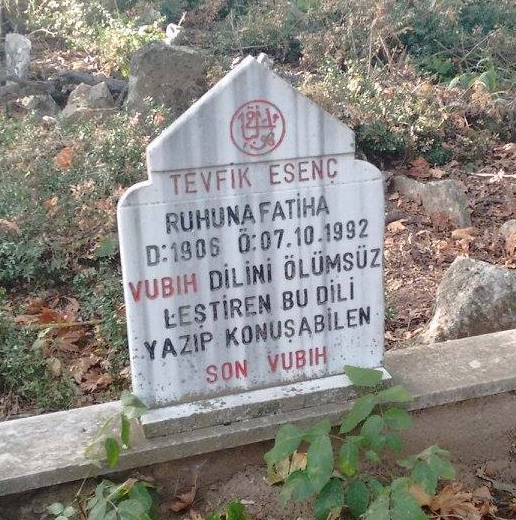
特夫克·埃森奇之墓，上面寫道：
Tevfik Esenç
「為他的靈魂祈禱：他使烏比克語永垂不朽，是最後一位能書寫和說這種語言的烏比克人

儘管烏比克語使用者逐漸減少，艾森奇堅持使用這種語言並努力保存其文化遺產。他與語言學家合作，錄製了大量的烏比克語材料，幫助保留了這種語言的最後記錄。
由於艾森奇具有卓越的記憶力和迅速理解能力，他不僅成為了烏比克語的主要信息來源，同時也是烏比克人的神話、文化歷史和習俗的重要傳承者。他能夠流利地使用土耳其語和烏比克語，並且還精通一種阿迪格語（西切爾克斯語）的方言，這使得他能夠協助進行這兩種西北高加索語系語言之間的比較研究。作為一名語言純粹主義者，艾森奇所使用的烏比克語個人方言被杜梅齊爾認為是最接近現存「文學」標準烏比克語的形式。

## 逝世
1992年10月7日，艾森奇去世，烏比克語也隨之滅絕。他的貢獻使得這種語言得以在學術界中繼續被研究和記錄。

## 外部連結
- 55段帖伍菲克·艾森奇講述烏比克語的錄音 （页面存档备份，存于），附有轉錄(Pangloss collection, CNRS, 巴黎)
- YouTube上的帖伍菲克·艾森奇用烏比克語講述兩個旅客和魚的故事
- 最後一位烏比克語使用者特夫克·埃森奇的葬禮記述 （页面存档备份，存于），來自Lingoblog.dk
- 《我做了一個夢——追隨最後的烏比克語使用者》的預告片 – 一部關於帖伍菲克·艾森奇生活的66分鐘紀錄片（2019年），由他的孫女布爾庫·艾森奇奇製作。